# Muzio Scevola

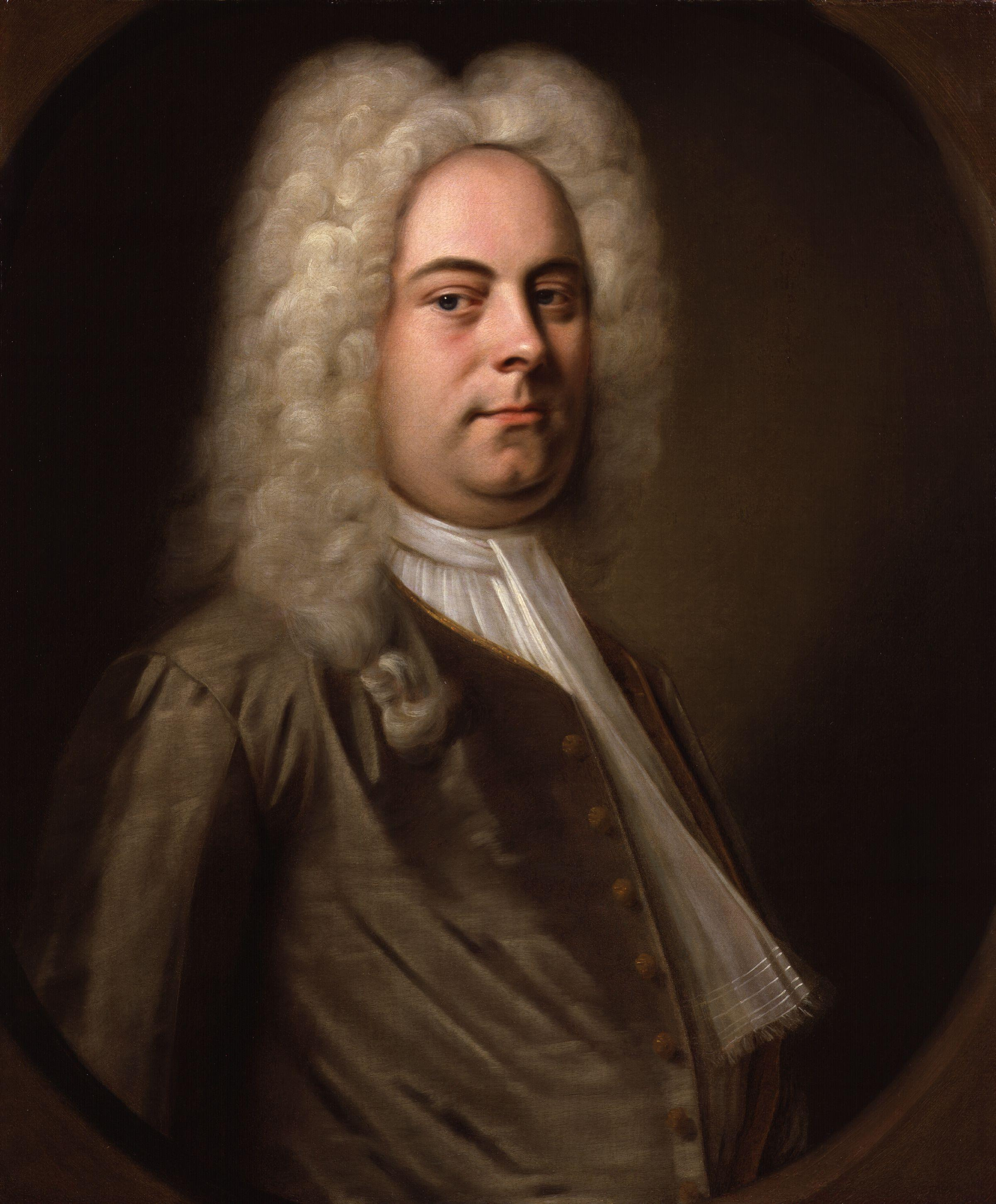
Georg Friedrich Händel

Muzio Scevola (HWV 13) är en opera seria i tre akter om romaren Gajus Mucius (Scaevola betyder vänsterhänt) med libretto av Paolo Antonio Rolli. Musiken till den första akten komponerades av Filippo Amadei, den andra av Giovanni Bononcini, och den tredje av Georg Friedrich Händel.

## Historia
Verket beställdes förmodligen av Royal Academy of Music (institutionen har bara namnet gemensamt med dagens Royal Academy of Music)i London där Händel var kapellmästare. Operan hade premiär den 15 april 1721 på The Queen's Theatre, Haymarket, London (senare The King's Theatre). Händels musik ansågs överlägsen de båda andra bidragen men dåtidens publik fokuserade mer på vilka sångarna var än vem som hade komponerat musiken. 

## Personer
- Fidalma (sopran)
- Clelia (Cloelia) (sopran)
- Tarquinio (Tarquinius Superbus) (sopran)
- Irene, Porsenas dotter (kontraalt)
- Orazio (Horatius Cocles) (soprankastrat)
- Muzio Scevola (altkastrat)
- Porsena, Etruskernas kung (bas)

## Handling
Tyrannen Tarquinio har lierat sig med kung Porsena mot Rom. Den unge romerske soldaten Muzio beslutar sig för att döda Porsena. Han klär ut sig till en etruskisk soldat och smyger sig in i lägret. Men han vet inte hur kungen ser ut och dödar fel man. Porsena arresterar Muzio och förhör honom. Muzio säger att han inte är rädd och tänker inte avslöja något. För att bevisa detta sträcker han ut sin högra hand rakt in i elden på offeraltaret. Utan ett ord ser alla hur handen brinner upp och han förtjänar därefter namnet "Scevola" (vänsterhänt). Porsena imponeras av Muzios mod och släpper honom. Den godtrogne Porsena förfäras av Tarquinios brutalitet och ingår ett fredsavtal med Rom. Tarquinio besegras och Muzio får sin älskade Clelia.